# Bedřich Krejčí
Bedřich Krejčí (6. března 1911 Jabloňov – po 20. dubnu 1945 Bavorsko) byl český pedagog, skautský a kulturní činovník a oběť nacismu.

## Život
Bedřich Krejčí se narodil 6. března 1911 v Jabloňově na Žďársku v chudých poměrech. V roce 1929 odmaturoval na Státním reálném gymnáziu ve Velkém Meziříčí a mezi lety 1930 a 1934 vystudoval bohemistiku a germanistiku na Filozofické fakultě Masarykovy univerzity. V roce 1935 se stal se suplujícím profesorem opět na Státním reálném gymnáziu ve Velkém Meziříčí. Byl přítelem zakladatele českého skauta Antonína Benjamina Svojsíka. Pod jeho vlivem založil ve Velkém Meziříčí skautský oddíl a stal se jeho prvním vedoucím. Byl literárním vědcem a kritikem, psal básně. Po německé okupaci v březnu 1939 zorganizoval pět besed s českými autory (Jan Zahradníček, Jakub Deml, Jan Kárník, Jan Dokulil a Jaroslav Křička, který přiblížil i poezii svého bratra Petra Křičky). Záznam těchto besed byl v roce 1941 vydán jako sborník Večery básníků Horácka. Rovněž pořádal koncerty českých hudebních osobností (Alexandr Plocek, Bedřiška Seidlová, Miloš Sádlo). Na druhou stranu byl nucen v rámci Národního souručenství pečovat pod německým dohledem o kulturu ve městě a pronášet projevy během různých akcí, za což byl některými spoluobčany a kolegy považován za kolaboranta. Dne 14. března 1944 byl nucen přednést projev k pátému výročí zřízení Protektorátu Čechy a Morava, což provedl zřetelně tichým a monotónním hlasem. Za tento počin byl udán, dne 10. června 1944 zatčen gestapem za provokaci, vyšetřován a uvězněn v koncentračním táboře. V závěru druhé světové války byl nucen nastoupit k pochodu smrti z koncentračního tábora Flossenbürg do tábora Dachau. Zahynul pravděpodobně během něj po 20. dubnu 1945, kdy byl naposledy spatřen v prostoru Ambergu.

## Posmrtná ocenění
- Po Bedřichu Krejčím nese název jím založený 12. oddíl skauta ve Velkém Meziříčí
- Na počest Bedřicha Krejčího pořádá skautský oddíl ve Velkém Meziříčí kulturně-sportovní akci Memoriál profesora Bedřicha Krejčího[1]